# Амадины
Амадины (лат. Amadina) — род птиц семейства вьюрковых ткачиков, включающий в себя два африканских вида.

## Описание
Амадины достигают длины от 12 до 14 см. У самцов красноголовой амадины голова красного цвета. У самцов красногорлой амадины на горле имеется широкая красная полоса. Оба вида имеют выраженную изменчивость оперения. У красногорлой амадины выделяют четыре подвида, у красноголовой — два.

## Распространение
Область распространения красноголовой амадины — это Южная Африка и Юго-Западная Африка. Красногорлая амадина распространена от Сенегала до восточной Эфиопии и Сомали, а также к югу до северного Мозамбика, Зимбабве и Ботсваны. 

## Виды
Род Amadina содержит два вида:
- Красногорлая амадина (Amadina fasciata (Gmelin, 1789))
  - Amadina fasciata fasciata (Gmelin, 1789)
  - Amadina fasciata alexanderi Neumann, 1908
  - Amadina fasciata meridionalis Neunzig, 1910
  - Amadina fasciata contigua Clancey, 1970
- Красноголовая амадина (Amadina erythrocephala (Linnaeus, 1758))